# Lycosa perspicua
Lycosa perspicua este o specie de păianjeni din genul Lycosa, familia Lycosidae, descrisă de Roewer, 1960. Conform Catalogue of Life specia Lycosa perspicua nu are subspecii cunoscute.